# Język tsuru
Język tsuru – język z rodziny bantu, używany w Ugandzie, w 1972 roku liczba mówiących wynosiła ok. 20 tysięcy.